# Oleksandr Wolkow
Oleksandr Anatolijowytsch Wolkow (ukrainisch Олександр Анатолійович Волков; russisch Александр Анатольевич Волков Alexander Anatoljewitsch Wolkow; * 29. März 1964 in Omsk, Russische SFSR, Sowjetunion) ist ein ehemaliger sowjetischer und ukrainischer Basketballspieler und Politiker russischer Abstammung. Er spielte bei einer Körpergröße von 2,06 m auf der Position des Power Forward.

## Karriere
Wolkow begann seine Karriere 1981 bei Stroitel aus Kiew. 1986 kehrte sein Landsmann Alexander Belostenny zu von ZSKA aus Moskau zu Stroitel zurück, während Wolkow zum zentralen Armeesportklub der Sowjetunion in die Metropole wechselte. Nachdem die litauische Mannschaft von Žalgiris Kaunas ab 1985 dreimal in Folge die Landesmeisterschaft der Sowjetunion gewonnen hatte, konnte man 1988 erneut einen Titel für ZSKA im Finale gegen Zalgiris erringen. Anschließend kehrte er zu Stroitel zurück und gewann zusammen mit Belostenny für Stroitel die einzige sowjetische Landesmeisterschaft für einen ukrainischen Verein. In den umstrittenen Finalspielen 1989 gegen Zalgiris gewann man nach sechs Vizemeisterschaften erstmals den Titel. Nach dem einjährigen Aufenthalt bei Stroitel Kiew wechselte Wolkow 1989 mit dem Zerfall der Sowjetunion in die NBA zu den Atlanta Hawks, in der er insgesamt drei Jahre blieb. Nach seiner Rückkehr nach Europa spielte Wolkow für Spitzenvereine wie Panathinaikos Athen, Olympiakos Piräus oder Mailand, ehe er 2002 seine Karriere bei BC Kiew beendete.
Neben seiner Karriere als Vereinsspieler gehörte Wolkow zur sowjetischen (später ukrainischen) Nationalmannschaft, mit der er einige Auszeichnungen sammelte. Seine bedeutendsten Erfolge waren die Europameisterschaft 1985 sowie der Olympiasieg 1988 in Seoul.
Von 2006 bis 2014 war Wolkow Abgeordneter in der Werchowna Rada, dem ukrainischen Parlament.

## Erfolge
- Sowjetischer Meister: 1988, 1989
- Griechischer Meister: 1995
- Ukrainischer Meister: 2001
- Europameister: 1985
- Vize-Europameister: 1987
- Bronzemedaille bei einer Europameisterschaft: 1989
- Vize-Weltmeister: 1986, 1990
- Olympiasieger: 1988